# The Airship
 (mars 2023).
Si vous disposez d'ouvrages ou d'articles de référence ou si vous connaissez des sites web de qualité traitant du thème abordé ici, merci de compléter l'article en donnant les références utiles à sa vérifiabilité et en les liant à la section « Notes et références ».
Albums de Port Blue
The Albatross
(2008)
The Airship est le premier album du projet musical Port Blue de l'américain Adam Young. Il comporte 13 mélodies instrumentales:
- 1. "Up Ship!" (4:44)
- 2. "Over Atlantic City" (4:51)
- 3. "The Grand Staircase" (4:57)
- 4. "Sunset Cruiser" (7:30)
- 5. "The Axial Catwalk" (4:25)
- 6. "Of The Airship Academy" (3:33)
- 7. "In The Control Car" (1:36)
- 8. "Under The Observation Dome" (2:54)
- 9. "Into The Gymnasium" (1:32)
- 10. "The Cargo Bay" (3:18)
- 11. "Arrival At Sydney Harbour" (5:06)
- 12. "The Gentle Descent" (1:46)
- 13. "At Anchor" (4:48)